# Saimiri boliviensis
El mono ardilla boliviano (Saimiri boliviensis) es un primate de la familia Cebidae.

## Distribución
Con dos subespecies S. b. boliviensis y S. b. peruviensis estos animales viven en la cuenca amazónica al este de los Andes en Perú, Bolivia, y Brasil (en los estados de Acre y Amazonas).Prefieren las zonas de selva tropical por debajo de los 2500 metros.

## Descripción
Mide unos 80 cm de longitud de los cuales más de la mitad pertenecen a la cola, pesa aproximadamente 1200 gramos. La corona y el parche preauricular son de color gris oscuro a agouti en los machos y negruzcos a dominantemente negros en las hembras. El pelo de la espalda es corto y denso, de color amarillento pálido con pelos de punta color negro, con una máscara blanca alrededor de los ojos y la boca, que son negros; las orejas tienen dos mechones de pelo blanco. La cola es amarilla agouti, excepto la porción terminal negra o grisosa.
Esta especie registra una vocalización y una percepción acústica diferentes a las de los de más Saimiri.

## Comportamiento
Las hembras dominan a los machos y los segregan durante la temporada de apareamiento. Las hembras forman grupos de 45 a 75 individuos cohesionados, basados en linajes maternos, que defienden el territorio y los alimentos. Las hembras de esta especie también muestran completa filopatría, a diferencia de las de Saimiri sciureus que migran del territorio de crianza.
Se alimentan de frutos e insectos.

## Referencias

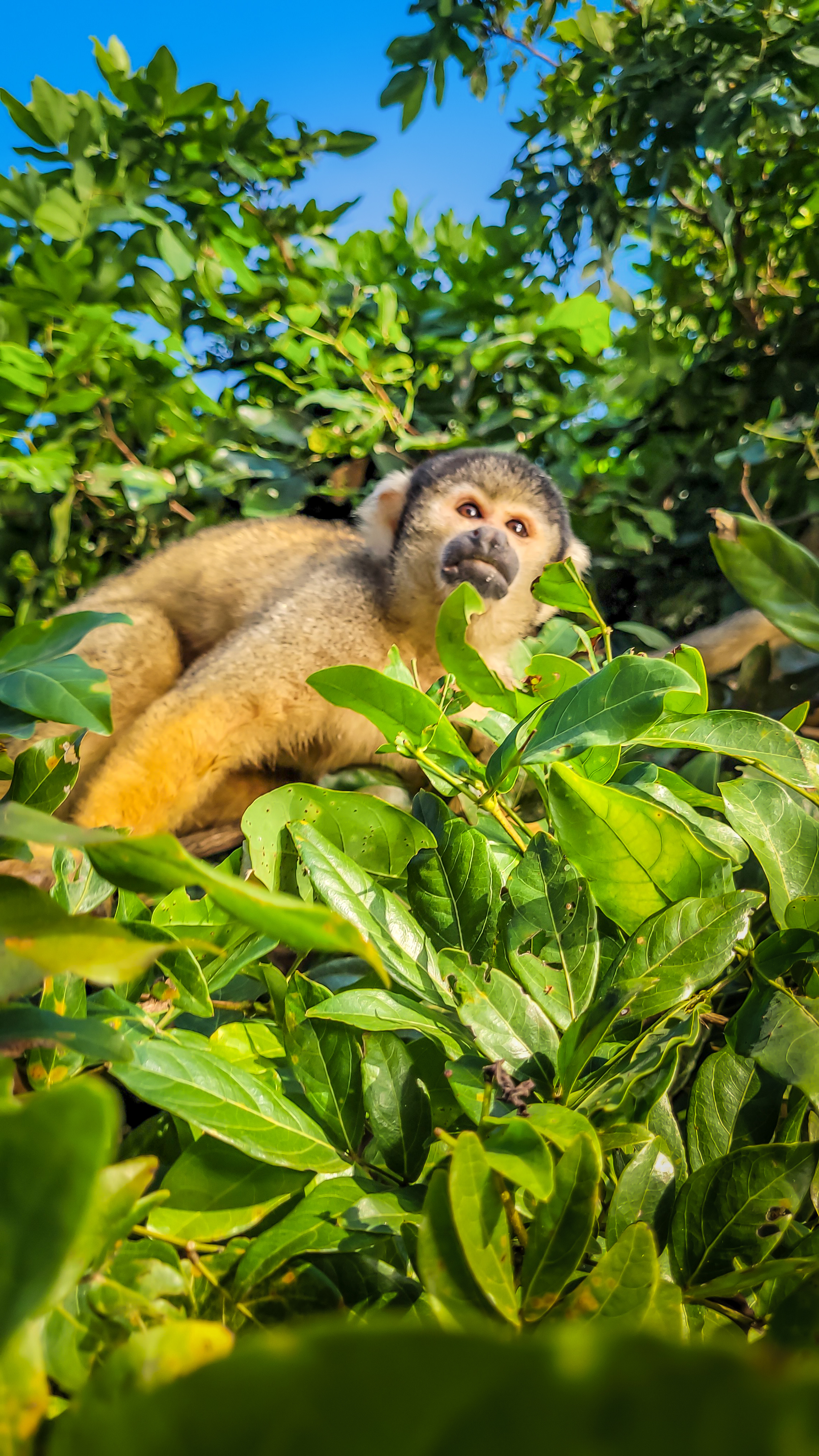
Mono ardilla boliviano (Saimiri boliviensis) en el Parque Nacional Madidi.